# Rosé (cantante)
Rosé (로제?, RojeLR, RojeMR), pseudonimo di Roseanne Park, conosciuta in Corea del Sud come Park Chae-young (로젠 박?, Rojen BakLR, Rochen PakMR; Auckland, 11 febbraio 1997), è una cantautrice neozelandese con cittadinanza sudcoreana.

Firma di Rosé

Nata in Nuova Zelanda e cresciuta in Australia da genitori sudcoreani, in seguito a una audizione Rosé è dal 2012 sotto contratto con la compagnia di intrattenimento sudcoreana YG Entertainment. Ha intrapreso un periodo di tirocinio nell'agenzia per quattro anni, prima del suo esordio come cantante del girl group Blackpink nell'agosto 2016. Il suo debutto da solista è avvenuto nel 2021, con la pubblicazione a marzo del suo singolo R. A esso ha fatto seguito l'album Rosie (2024), anticipato dal singolo Apt. in collaborazione con Bruno Mars e dal singolo Number One Girl.
Detiene due Guinness dei primati: il primo per essere la prima artista a raggiungere la prima posizione nella Billboard Global 200 sia come solista sia come parte di un gruppo, il secondo per avere il video musicale di un solista K-pop più visto su YouTube nelle prime 24 ore.
Nel 2025 rientra nella lista delle 100 persone più influenti dell'anno stilata da Time.

## Biografia
Rosé è nata l'11 febbraio 1997 ad Auckland, da genitori sudcoreani, Mason e Clare Park. Ha una sorella maggiore di nome Alice. Nel 2004, all'età di sette anni, Rosé e la sua famiglia si sono trasferiti a Melbourne, in Australia. Rosé inizialmente ha frequentato la Kew East Primary School diplomandosi nel 2009. Ha successivamente frequentato il Canterbury Girls' Secondary College di Melbourne come scuola secondaria. Ha iniziato a cantare e ha imparato a suonare la chitarra e il pianoforte sin da bambina e si è esibita nei cori di alcune chiese.

### 2012-2015: prima del debutto
Nel 2012, ormai sedicenne, Rosé ha partecipato a un'audizione in Australia per l'etichetta discografica sudcoreana YG Entertainment su suggerimento di suo padre e si è classificata prima tra 700 partecipanti. Da lì a due mesi, Rosé ha lasciato la scuola, ha firmato con l'etichetta e si è trasferita a Seul. Rosé inizialmente pensava che l'idea di suo padre fosse uno scherzo a causa della distanza tra le due nazioni e la difficoltà di diventare una cantante all'estero, affermando:
Lo stesso anno, è apparsa nella canzone del compagno di etichetta G-Dragon Without You. Il suo nome non è stato pubblicizzato al momento della pubblicazione ed è stato rivelato in seguito all'annuncio come membro delle Blackpink. La canzone ha raggiunto la decima posizione della Circle Chart.

### 2016-2022: Blackpink,R
Rosé si è formata musicalmente sotto la YG Entertainment per quattro anni prima del suo debutto come membro delle Blackpink nel 2016. Il gruppo ha debuttato nell'agosto 2016 con il singolo Square One, trainato dai brani Boombayah e Whistle.
Rosé è anche apparsa in una varietà di programmi musicali come Bongmyeon ga-wang e Fantastic Duo. La sua performance vocale in Bongmyeon ga-wang è stata accolta calorosamente dal pubblico. In seguito Rosé è apparsa come interprete nella seconda stagione di Fantastic Duo. Lo staff della produzione del programma ha dichiarato che la sua apparizione aveva lo scopo di "rivelare l'appeal vocale di Rosé", che è totalmente diverso da quello delle Blackpink.

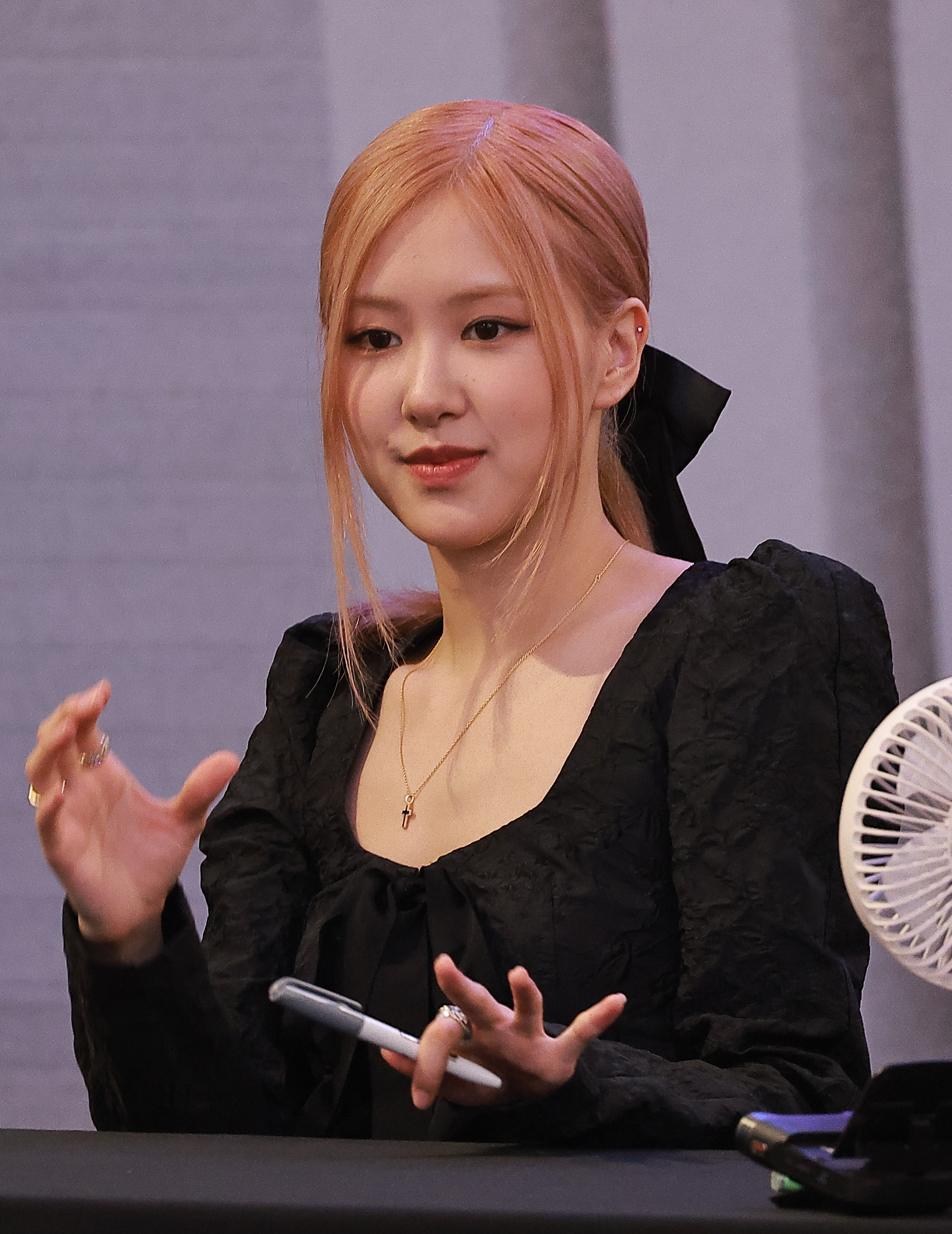
Rosé nel 2022

Il 2 giugno 2021, la YG Entertainment ha annunciato che Rosé avrebbe debuttato da solista dopo l'uscita del primo album in studio delle Blackpink, The Album. Il 30 dicembre 2020, in un'intervista con il media sudcoreano Osen, la sua etichetta ha rivelato che le riprese del video musicale sarebbero iniziate a metà gennaio 2021. Il 26 gennaio 2021, la compagnia ha diffuso un teaser promozionale del debutto di Rosé e ha annunciato che il materiale del suo progetto da solista sarebbe stato rivelato tramite il concerto online delle Blackpink, The Show svoltosi il 31 gennaio 2021. Poco dopo la performance, l'assolo di Rosé, intitolato Gone, ha ottenuto un feedback positivo dal sito web di notizie coreano Naver.
Il 3 marzo 2021, la YG Entertainment ha annunciato ufficialmente il single album di debutto di Rosé, R, uscito il 12 marzo trainato dal brano On the Ground e contenente il sopracitato Gone. Al momento dell'uscita, con 41,6 milioni di visualizzazioni in 24 ore, il brano On the Ground è diventato il video musicale sudcoreano più visto di un solista in 24 ore battendo il record di quasi 8 anni di Psy. Il brano ha raggiunto la 70ª posizione della Billboard Hot 100 diventando il brano di una solista coreana classificatosi più in alto negli Stati Uniti. Inoltre, la canzone ha debuttato nella 1ª posizione sia nella Global 200 che nella Global Excl. U.S., redatte da Billboard, ed è la prima canzone di un solista coreano a fare ciò nella storia delle classifiche. R ha anche stabilito il record per le vendite più alte della prima settimana di una solista coreana con oltre 448 089 copie vendute. Il 24 marzo, Rosé ha ricevuto a Show Champion la sua primissima vittoria in uno show musicale come solista, con On the Ground; di vittorie ne riceverà altre cinque. Il 5 aprile è stato pubblicato il video musicale della canzone Gone.
Il brano Hard to Love, un assolo cantato da Rosé, quinta traccia del secondo album in studio delle Blackpink Born Pink, è stato pubblicato il 16 settembre 2022 in contemporanea con la commercializzazione dell'album.

### 2023-presente:Rosie
Il 5 dicembre 2023, la YG Entertainment ha annunciato che Rosé e gli altri membri delle Blackpink avevano rinnovato i loro contratti per le attività di gruppo, mentre i contratti individuali erano ancora in discussione. L'etichetta ha successivamente confermato il 29 dicembre che nessuna delle quattro cantanti avrebbe proseguito le attività individuali con lei.
In occasione del suo 27º compleanno, l'11 febbraio 2024, Rosé ha anticipato l'imminente pubblicazione di nuova musica da solista e ha condiviso un estratto di una nuova canzone chiamata Vampirehollie. Il 4 aprile è stata pubblicata la canzone Final Love Song, con la partecipazione di Rosé, come brano principale per il programma I-Land 2: N/a.
Il 17 giugno, la The Black Label, etichetta discografica associata alla YG Entertainment fondata dal principale produttore delle Blackpink Teddy, ha rivelato di essere in trattative con Rosé per un contratto esclusivo; il giorno successivo è stato confermato che aveva firmato un contratto con la compagnia. Il 26 settembre è stato poi rivelato che aveva firmato un contratto da solista con l'etichetta Atlantic Records. Successivamente, ha registrato una cover della canzone Viva la vida (2008) dei Coldplay per il trailer e il finale della seconda stagione della serie Pachinko - La moglie coreana (Pachinko).
Il 1º ottobre, Rosé ha annunciato che il suo album di debutto, Rosie, sarebbe stato reso pubblico il 6 dicembre 2024. Il 18 ottobre, ha pubblicato il primo singolo estratto dall’album, Apt., in collaborazione con il cantautore statunitense Bruno Mars. La canzone è stata un enorme successo commerciale a livello mondiale ed è diventata il secondo singolo di Rosé a raggiungere la 1ª posizione nella Billboard Global 200 e nelle classifiche Global Excl. U.S. Ha raggiunto la numero uno delle classifiche in diversi paesi, tra cui Nuova Zelanda e Australia, dove è diventata la prima canzone di una solista femminile K-pop a raggiungere la numero uno nella ARIA Charts. La canzone ha raggiunto la 2ª posizione nella Official Singles Chart britannica, segnando così la prima volta che una solista femminile K-pop entrava nella top ten. Negli Stati Uniti, ha debuttato all’ottavo posto nella Billboard Hot 100, facendo di Rosé la prima artista femminile K-pop a entrare nella top ten della classifica. Il 22 novembre, ha pubblicato il secondo singolo estratto estratto dal disco, Number One Girl. In seguito, ha firmato un contratto globale di gestione delle proprie pubblicazioni con la Warner Chappell Music.
Il 21 gennaio 2025 viene estratto dall'album il singolo Toxic Till the End, che ha debuttato alla posizione numero 15 della Billboard Global 200 e al sesto posto della Billboard Global Charts, divenendo di fatto il terzo singolo di Rosé ad entrare nella top ten di quest'ultima classifica. Il 31 gennaio seguente Rosé rescinde il proprio contratto con la Korea Music Copyright Association, divenendo la prima artista d'alto rilievo a lasciare la compagnia dopo 22 anni. Il 1º maggio Rosé viene annunciata come parte degli artisti presenti all'interno della colonna sonora ufficiale del film F1. Sette giorni dopo viene pubblicato il singolo Messy. Il 27 giugno seguente è la volta di un nuovo singolo, On My Mind, realizzato in collaborazione con il cantante statunitense Alex Warren.

## Altre attività

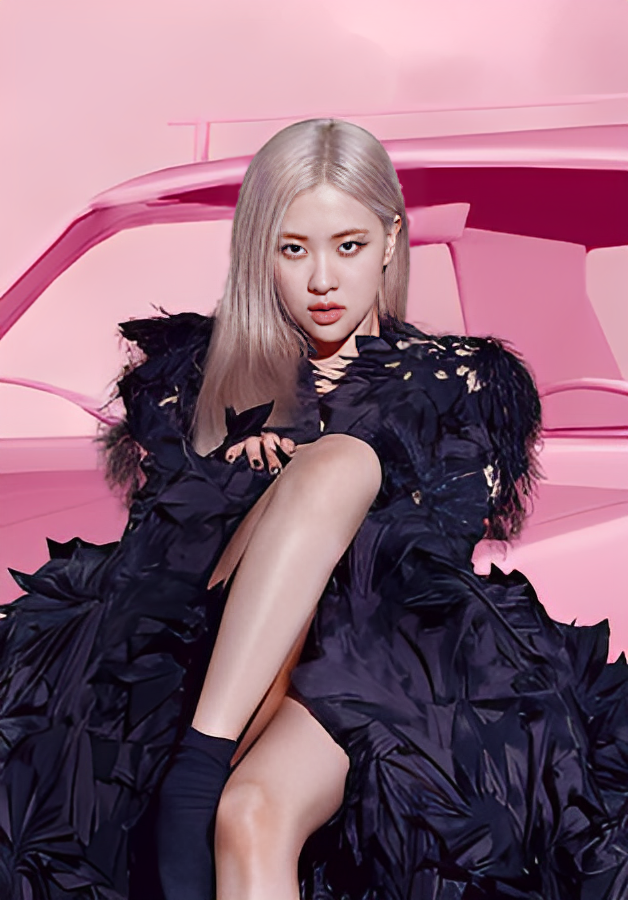
Rosé in uno spot pubblicitario per PUBG Mobile nel settembre 2020

### Moda
Nel 2018, Rosé è stata scelta come testimonial per il marchio di cosmetici sudcoreano Kiss Me, insieme a Jisoo. Nell'ottobre 2019 è stata annunciata come modella promozionale per il MMORPG Perfect World Mobile della Perfect World Entertainment. Nel mese di agosto dello stesso anno, è diventata modella per il marchio 5252 BY OIOI e per il marchio OIOICOLLECTION. Il mese successivo, a dicembre, ha annunciato la sua collaborazione con l'app di mediazione e sonno Calm, presentando la sua fiaba della buonanotte intitolata Grounded With Rosé. Nel febbraio 2022, insieme all'attore sudcoreano Yeo Jin-goo, Rosé è stata selezionata come una delle modelle per le promozioni del 25º anniversario del marchio Homeplus. Ad agosto 2022, Rosé è diventata il volto della campagna #SulwhasooRebloom per il marchio di prodotti per la cura della pelle Sulwhasoo.
Nel 2020, Rosé è stata nominata ambasciatrice globale del marchio Yves Saint Laurent da Anthony Vaccarello, diventando la sua prima ambasciatrice globale in 59 anni. Nel 2021, Rosé è diventata la musa del marchio di cosmetici di lusso Yves Saint Laurent Beauté. A settembre dello stesso anno, Rosé ha partecipato al Met Gala, un evento di raccolta fondi che si tiene ogni anno presso il Metropolitan Museum of Art a New York, come ospite di Vaccarello. Di conseguenza, lei, insieme alla rapper CL, è diventata la prima artista femminile sudcoreana a partecipare all'evento.
Il 21 aprile 2021, Rosé è stata ufficialmente annunciata come nuova ambasciatrice globale di Tiffany & Co.. In risposta, Rosé ha dichiarato: "Ho sempre amato indossare gioielli Tiffany. Far parte di un marchio iconico che ha fatto parte della mia vita per molto tempo lo rende molto più speciale per me. Sono molto onorata ed entusiasta di far parte della campagna HardWear e non vedo l'ora che tutti lo vedano". Nel marzo 2022, Rosé è diventata il volto della campagna Tiffany HardWear 2022. È stata fotografata da Mario Sorrenti con indosso una nuova collana, bracciale e pavé di diamanti.
Nel settembre 2023, Rosé, insieme al calciatore Kylian Mbappé e al pilota di Formula 1 Lewis Hamilton, è stata protagonista della campagna per il 125º anniversario di Rimowa, come sua ultima ambasciatrice globale. Nell'aprile 2024, è apparsa in un editoriale per Dazed Korea per lanciare la collezione Essential di Rimowa, composta da accessori da viaggio nei suoi nuovi colori "Papaya" e "Mint". Nel giugno 2024, Rosé è stata annunciata come ambasciatrice globale di Puma.
Nel gennaio 2025 è stata protagonista della campagna di San Valentino 2025 del marchio statunitense di shapewear Skims.

## Stile e influenze musicali
La voce di Rosé ha ricevuto riconoscimenti nell'industria K-pop per il suo timbro vocale distinto dopo il suo debutto con le Blackpink. Dopo la performance di Rosé in un episodio di Fantastic Duo 2, la cantante sudcoreana Gummy, che Rosé ha citato come modello musicale, ha affermato che «la voce di [Rosé] è così unica, è il [tipo di] voce che i giovani amano». Dopo il suo debutto da solista con R, la critica Kim Yoon-ha ha elogiato il suo tono memorabile e roco che trasmette efficacemente il dolore, allineandosi bene con i temi della YG Entertainment. Ha affermato che lo stile vocale delicato ma potente di Rosé trasforma i testi superficiali in qualcosa di profondo, migliorando la sua presenza dinamica nelle Blackpink e nel suo lavoro da solista.
Attraverso un'intervista radiofonica, Rosé ha citato Taeyang dei Big Bang come suo modello per la sua carriera musicale. Come musicista, Rosé considera anche la cantante statunitense Tori Kelly un'ispirazione per il suo stile musicale.

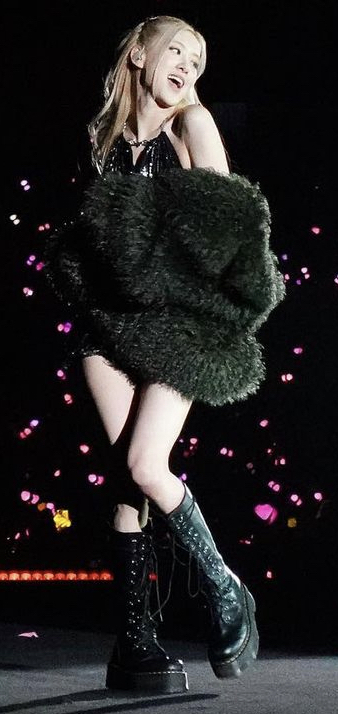
Rosé durante il Born Pink World Tour nel novembre 2022

## Impatto ed influenza
Da aprile 2021, Rosé è tra i dieci sudcoreani più seguiti su Instagram, con oltre 37 milioni di follower. Dal 2018, è apparsa nella lista di reputazione delle celebrità femminili della Korean Business Research Institute, una classifica che posiziona le celebrità coreane con più ricerche online e ingaggi, raggiungendo la top ten. È stata descritta come la "regina" tra gli artisti più influenti dal The Times in un articolo sulla Korean Wave nella musica, nella moda e nella televisione pubblicato nell'ottobre 2021, in cui si sottolinea che "ha iniziato come parte del girl group Blackpink e ora è un'influencer di moda a sé stante, in possesso di un fascino universale che attraversa tutti i continenti". Vogue ha elogiato il suo senso della moda, affermando che: "Ognuna delle bellezze del gruppo ha un proprio modo di intendere la moda, ma anche accanto alle sue coetanee ben vestite, Rosé si distingue".
È stato riferito che Yves Saint Laurent ha aperto il suo primo flagship store in Corea del Sud dopo gli effetti che Rosé ha avuto come ambasciatore globale del marchio. La sua influenza sulla vetrina della collezione Women's Summer 21 del marchio ha fatto guadagnare al marchio 27,3 milioni di visualizzazioni su YouTube, 11 milioni di visualizzazioni su Instagram e Facebook e 30,6 milioni di visualizzazioni su Weibo in un giorno. Il video della collezione Primavera/Estate 2021 di Saint Laurent ha raggiunto 100 milioni di visualizzazioni dopo che Rosé è apparsa nel video. Rosé ha generato un valore mediatico (EMV) stimato di 6,6 milioni di dollari con un post in cui indossava un abito nero Saint Laurent, il valore mediatico più alto di qualsiasi altro endorser. In qualità di ambasciatrice globale di Tiffany and Co., a Rosé è stato attribuito il merito di aver aiutato il marchio a generare 36,4 milioni di dollari di entrate alla sua mostra Vision and Virtuosity e di aver contribuito al 13% del suo EMV totale nel 2022. Nel 2023, la presenza di Rosé nella campagna Tiffany Lock ha generato un valore di impatto mediatico di 1,3 milioni di dollari in soli due giorni, con il marchio che ha guadagnato altri 585.000 dollari dalla pubblicazione della partnership. Al gennaio 2024, Rosé ha generato complessivamente 550 milioni di dollari in EMV attraverso le sue sponsorizzazioni con Yves Sain Laurent, Tiffany & Co., Rimowa e Sulwhasoo, posizionandosi come la seconda celebrità di maggior impatto quell'anno dietro Kim Kardashian, nonché la prima artista e asiatica a raggiungere tale traguardo.
Nel dicembre 2023, Rolling Stone AU/NZ ha nominato Rosé nel suo "Icons Issue" come una delle 50 icone viventi australiane e dell'Aotearoa che hanno infranto i confini tenendo conto del talento, del carisma, dell'influenza duratura e dell'"inconfondibile spirito antipodiano". In particolare, hanno riconosciuto l'impatto di Rosé sulla scena musicale, descrivendola come "un'artista che rappresenta il successo del crossover del K-pop nella musica mainstream occidentale". Scrivendo per Weverse Magazine, il critico musicale Seo Seongdeok ha definito Rosé una delle "regine del pop di oggi", "senza la quale il panorama pop del 2024 sarebbe stato completamente diverso". Oltre al successo da record del singolo Apt. e dell'album Rosie, Seongdeok ha sottolineato "l'esplorazione di emozioni e relazioni universali nell'album, evitando di etichettarsi come K-pop, pop americano o qualsiasi altro genere specifico". Questo ha permesso a Rosé di affermarsi con successo "come una pop star coreana di crescente risonanza globale", mentre "la sua fluidità linguistica e culturale non fa che rafforzare il suo fascino".

## Filantropia
Durante gli incendi in Australia del 2019-2020, Rosé ha pubblicato su Instagram esortando i fan a sostenere i soccorsi, fornendo collegamenti a organizzazioni che hanno accettato donazioni e spiegando: "Possiamo fare la differenza se ci uniamo tutti. Per favore, aiutatemi a salvare il mio paese d'origine". Per il vertice della Cooperazione Economica Asia-Pacifico (APEC) del 2023 a Cupertino, Rosé ha parlato a un evento di sensibilizzazione sulla salute mentale ospitato dalla First lady degli Stati Uniti d'America Jill Biden. Nel suo discorso, la cantante ha parlato delle sue lotte emotive e delle sfide che derivano dalla fama, e ha sostenuto che si dia priorità alla salute mentale tanto quanto al mantenimento del proprio benessere fisico.
Il 22 novembre 2023, Rosé è stata investita da Carlo III come membro onorario dell'Ordine dell'Impero Britannico insieme agli altri membri delle Blackpink durante un'investitura speciale a Buckingham Palace alla quale ha partecipato anche il presidente della Corea del Sud Yoon Suk-yeol. L'Ordine che hanno ricevuto le sue colleghe è solo onorario, ma quello di Rosé è sostanziale in quanto ha la doppia cittadinanza ed è quindi anche cittadina di un reame del Commonwealth.

## Discografia

### Da solista

#### Album in studio
- 2024 – Rosie

#### Singoli
- 2021 – R
- 2024 – Apt. (con Bruno Mars)
- 2024 – Number One Girl
- 2025 – Toxic Till the End
- 2025 – Messy
- 2025 – On My Mind (con Alex Warren)

### Blackpink

#### Album in studio
- 2020 – The Album
- 2022 – Born Pink

#### Album dal vivo
- 2019 – Blackpink Arena Tour 2018 "Special Final in Kyocera Dome Osaka"
- 2019 – Blackpink 2018 Tour 'In Your Area' Seoul
- 2020 – Blackpink 2019-2020 World Tour In Your Area-Tokyo Dome-
- 2021 – Blackpink 2021 'The Show' Live

#### Raccolte
- 2018 – Blackpink in Your Area

## Filmografia

### Cinema
- Blackpink: The Movie (블랙핑크: 더 무비?, Beullaekpingkeu: Deo mubiLR), regia di Oh Yoon-dong e Jung Su-yee (2021)[93]
- Blackpink World Tour [Born Pink] In Cinemas, regia di Oh Yoon-dong e Geun Min (2024)[94]

### Documentari
- Blackpink: Light Up the Sky, regia di Caroline Suh (2020)

## Programmi televisivi
- Bongmyeon ga-wang (MBC TV, 2017) – Concorrente
- Fantastic Duo 2 (SBS TV, 2017) – Concorrente

## Riconoscimenti
- American Music Awards
  - 2025 – Candidatura alla Collaborazione dell'anno per Apt.[95]
  - 2025 – Candidatura all'Artista K-pop preferito[95]
- Asia Artist Awards
  - 2023 – Candidatura al Premio popolarità per le cantanti donne[96]
- BreakTudo Awards
  - 2021 – Rivelazione internazionale[97]
- Circle Chart Music Awards
  - 2022 – Candidatura all'Album dell'anno – secondo trimestre per R[98]
  - 2022 – Candidatura alla Canzone dell'anno (marzo) per On the Ground[99]
- Fonogram Awards
  - 2025 – Candidatura all'Album o registrazione internazionale dell'anno – pop/rock per Rosie e Apt.[100]
- Golden Disc Awards
  - 2022 – Candidatura al premio Bonsang – Canzone digitale dell'anno per On the Ground[101]
  - 2022 – Candidatura all'Artista più popolare[102]
- iHeartRadio Music Awards
  - 2025 – Candidatura al Miglior video musicale per Apt.[103]
- Joox Malaysia Top Music Awards
  - 2021 – Top 5 migliori successi K-Pop (metà anno) per Gone[104]
  - 2021 – Top 5 migliori successi K-Pop (metà anno) per On the Ground[104]
- Joox Thailand Music Awards
  - 2022 – Candidatura alla Canzone coreana dell'anno per On the Ground[105]
- Kids' Choice Awards
  - 2025 – Candidatura alla Miglior collaborazione per Apt.[106]
  - 2025 – Candidatura all'Artista rivelazione femminile preferita[106]
- Kids' Choice Awards México
  - 2021 – Candidatura al K-pop Bomb[107]
- MAMA Awards
  - 2021 – Candidatura all'Artista dell'anno[108]
  - 2021 – Candidatura al Momento preferito[109]
  - 2021 – Candidatura alla Top 10 mondiale scelta dai fan[108]
  - 2021 – Candidatura alla Canzone dell'anno per On the Ground[108]
  - 2021 – Miglior esibizione di ballo solista per On the Ground[110]
  - 2021 – Candidatura alla Miglior artista femminile[108]
- Melon Music Awards
  - 2021 – Candidatura alla Top 10 artisti[111]
  - 2021 – Candidatura alla Canzone dell'anno per On the Ground[111]
  - 2021 – Candidatura alla Miglior artista femminile[111]
  - 2021 – Candidatura al Premio popolarità tra i netizen[111]
- MTV Europe Music Awards
  - 2021 – Candidatura al Miglior artista K-pop[112]
- MTV Millennial Awards
  - 2021 – Candidatura al K-Pop Dominion[113]
- MTV Video Music Awards Japan
  - 2024 – Miglior collaborazione internazionale per Apt.[114]
- Music Awards Japan
  - 2025 – Miglior canzone pop internazionale in Giappone per Apt.[115]
  - 2025 – Candidatura alla Miglior canzone per Apt.[116]
  - 2025 – Candidatura alla Miglior canzone per Toxic Till the End[116]
  - 2025 – Candidatura al Miglior album per Rosie[116]
  - 2025 – Candidatura al Miglior artista[116]
- Seoul Music Awards
  - 2022 – Candidatura al Premio Bonsang per R[117]
  - 2022 – Candidatura al Premio popolarità K-Wave[117]
  - 2022 – Candidatura al Premio popolarità[117]
- The Fact Music Awards
  - 2021 – Candidatura al Fan N Star Choice Individual[118]